# Marcinowice (gmina)
Pour les articles homonymes, voir Marcinowice.
Marcinowice est une gmina rurale du powiat de Świdnica, Basse-Silésie, dans le sud-ouest de la Pologne. Son siège est le village de Marcinowice, qui se situe environ 12 km à l'est de Świdnica et 44 km au sud-ouest de la capitale régionale Wrocław.
La gmina couvre une superficie de 95,91 km2 pour une population de 6 476 habitants.

## Géographie
La gmina est située dans la partie orientale du powiat de Świdnica, dans une zone de piémont au pied des Monts des Hiboux, et est traversée par plusieurs petits cours d’eau. 
Elle est bordée par les gminy de Dzierżoniów, Świdnica, Żarów, Sobótka et Łagiewniki.
La gmina comprend les villages de Biała, Chwałków, Gola Świdnicka, Gruszów, Kątki, Klecin, Krasków, Marcinowice, Mysłaków, Sady, Śmiałowice, Stefanowice, Strzelce, Szczepanów, Tąpadła, Tworzyjanów, Wirki, Wiry et Zebrzydów.